# Коку (Арђеш)
Коку (рум. Cocu) насеље је у Румунији у округу Арђеш у општини Коку. Oпштина се налази на надморској висини од 413 m.

## Становништво
Према подацима из 2002. године у насељу је живело 2684 становника, од којих су сви румунске националности.

### Хронологија
| Година       | 1992 | 1993 | 1994 | 1995 | 1996 | 1997 | 1998 | 1999 | 2000 | 2001 | 2002 | 2003 | 2004 | 2005 | 2006 | 2007 | 2008 | 2009 | 2010 | 2011 | 2012 | 2013 | 2014 | 2015 | 2016 | 2017 |
| ------------ | ---- | ---- | ---- | ---- | ---- | ---- | ---- | ---- | ---- | ---- | ---- | ---- | ---- | ---- | ---- | ---- | ---- | ---- | ---- | ---- | ---- | ---- | ---- | ---- | ---- | ---- |
| Становништво | 3229 | 3178 | 3111 | 3062 | 3026 | 2999 | 2964 | 2934 | 2901 | 2876 | 2794 | 2723 | 2649 | 2592 | 2586 | 2538 | 2539 | 2499 | 2472 | 2435 | 2419 | 2389 | 2362 | 2342 | 2320 | 2278 |